# Carl Lehmann (Mediziner)
Carl A. Lehmann (* 8. Juli 1865 in Offenburg; † April 1915 als Lazarettarzt in Valenciennes, Frankreich) war der zweite Ehemann von Hope Bridges Adams Lehmann, der ersten praktischen Ärztin in Deutschland.

## Leben
Er war der Sohn des Offenburger Gerbereibesitzers Roman Lehmann, der in seiner Heimatstadt auch als Stadtrat für das Zentrum wirkte. Aus Protest gegen das gutbürgerliche Elternhaus und die Schule warf Carl angeblich ein Tintenfass auf seinen Lehrer und wurde daraufhin von der Schule verwiesen, ebenso aus einem Internat in der Nähe von Ludwigsburg.
In einer Realschule in Göppingen erwarb er doch noch sein Abitur. Nach dem Wehrdienst in München lernte er in der Gerberei des Vaters, begab sich dann auf Wanderschaft bis nach Skandinavien. Nach seiner Rückkehr geriet der rauflustige Hüne in einem Wirtshaus mit einem Polizisten aneinander. Um einer Verurteilung zu entgehen, wandte er sich nach Zürich. Dort bot er sich der sozialdemokratischen „Roten Feldpost“ an. In ihrem Auftrag ging er zunächst nach Hamburg, danach arbeitete er im Ruhrgebiet in einem Bergwerk, bevor er in Offenburg als Druckschriftenschmuggler tätig wurde. Während der Zeit, als das Sozialistengesetz noch in Kraft war, arbeitete er in Zürich, London, Hamburg und München an der Herstellung und Verbreitung sozialistischer Literatur. Dabei kam er mehrmals mit Polizei und Justiz in Konflikt, wegen Druckschriftenschmuggels wurde er im „Freiburger Sozialistenprozess“ 1889 angeklagt, aber freigesprochen.
Er reiste Juli 1889 zum Internationalen Arbeiterkongress nach Paris.
Im Jahr 1889 schrieb er sich in Halle als Student der Landwirtschaft ein, ab 1890 studierte er Medizin in Straßburg und München.
1896 erhielt er eine Approbation als Arzt und heiratete die geschiedene Hope Bridges Adams. 1899 reiste er mit  Israel Alexander Lasarewitsch Helphand alias „Parvus“ mehrere Monate durch Russland und veröffentlichte 1900 gemeinsam mit ihm den Reisebericht Das hungernde Russland: Reiseeindrücke, Beobachtungen und Untersuchungen.
Die Wohnung und gemeinsame Arztpraxis mit seiner Frau in der Gabelsbergerstraße 20a (heute 46) in München hatte auch einen guten Ruf als politischer Salon der Münchner Sozialdemokraten, war die Deckadresse Lenins in seiner Münchner Zeit, die Redaktion der russischen Iskra-Zeitung traf sich dort donnerstags zur Teestunde. Es verkehrten dort auch August Bebel, Clara Zetkin, Anita Augspurg und Lida Gustava Heymann.
Er war als sozialdemokratischer Gemeindebevollmächtigter tätig, zudem Gründungsmitglied der Sektion Oberland des Deutschen Alpenvereins (1904 bis 1915 „Hüttenreferent“ der Lamsenjochhütte). In den Jahren 1913 und 1914 ging er als Schiffsarzt auf Weltreise.
Aus seinem Leben gibt es drei Fotoalben (ein Album für seine Wanderfreunde, ein Album für seine Nichte und ein Album des politischen Umfelds), die seine Frau nach seinem Tod zusammenstellte.
Fast der gesamte schriftliche Nachlass des Ehepaares verbrannte bei einem Bombenangriff im Zweiten Weltkrieg. Durch wissenschaftliche Recherchen von  Marita Krauss zur Biografie seiner Ehefrau  entstanden neue Erkenntnisse zu seinem Leben.
Er verstarb im April 1915 an einer Blutvergiftung, die er sich bei seinem Fronteinsatz in Valenciennes zugezogen hatte; seine Frau behandelte ihn noch selber im Feldlazarett.

## Verfilmung
Das Leben seiner Ehefrau Hope Bridges Adams Lehmann wurde 2008 unter der Regie von Martin Enlen mit Heike Makatsch in der Hauptrolle und Martin Feifel in der Rolle als Carl Lehmann als TV-Zweiteiler unter dem Titel Dr. Hope – Eine Frau gibt nicht auf für das ZDF verfilmt. Der Film wurde am 3. Juli 2009 auf dem Münchner Filmfest uraufgeführt. Die Fernseh-Erstausstrahlung erfolgte im Sender Arte am 19. März 2010. Die Drehbuchautoren Torsten Dewi und Katrin Tempel veröffentlichten 2009 einen „biographischen Roman“ als Buch zum Film.